# Silzen
Silzen ist eine Gemeinde im Kreis Steinburg in Schleswig-Holstein.

## Geografie

### Geografische Lage und Gemeindegliederung
Das Gemeindegebiet von Silzen erstreckt sich im östlichen Bereich der naturräumlichen Haupteinheit Heide-Itzehoer Geest (Nr. 693) am westlichen Rand des Naturparks Aukrug jenseits vom nordwestlichen Rand des Schierenwaldes.
Siedlungsgeografisch besteht die Gemeinde aus dem Dorf gleichen Namens als einzigem Wohnplatz.

### Nachbargemeinden
Direkt angrenzende Gemeindegebiete von Silzen sind:
|         | Jahrsdorf, Grauel                           |           |
| Peissen | Kompassrose, die auf Nachbargemeinden zeigt | Poyenberg |
|         | Hohenlockstedt                              |           |

## Geschichte
Im Jahre 1339 wurde die Gemeinde erstmals urkundlich erwähnt. Der Name des Ortes leitet sich wohl von der adligen Familie von Seltzingen ab, denn er lautete ursprünglich Seltzinghe. Die Familie Seltzingen verkaufte das Dorf 1441 an Breide zu Rantzau zu Krummendiek, der das Dorf wiederum 1490 an das Kloster Itzehoe abgab.

## Politik

### Gemeindevertretung
Bei der Kommunalwahl am 14. Mai 2023 wurden insgesamt sieben Sitze vergeben. Diese fielen erneut alle an die Kommunale Wählervereinigung Silzen. Die Wahlbeteiligung betrug 70,7 %.

### Wappen
Blasonierung: „Von Gold und Grün in einer stärker gekrümmten Schlangenlinie erhöht geteilt. Oben links eine rote Pyramide, unten rechts ein goldenes auswärts weisendes Lindenblatt mit einem nach unten weisenden Fruchtstand.“

## Verkehr
Durch das Gemeindegebiet von Silzen führt in Nord-Süd-Richtung die Steinburger Kreisstraße 39 (beginnend im Nachbarkreis als Kreisstraße 74). In der Dorflage des Ortes treffen auf sie aus östlicher Richtung die K 37, von Westen heranführend die K 35.